# Kimberley (Sud-àfrica)
Kimberley és la capital de la província del Cap, a la República de Sud-àfrica. Segons el pla urbà de Kimberley de 1998, la ciutat té uns 200.800 habitants, amb unes 46.207 llars, de les quals el 65% són mestissos i blancs. L'aeroport de Kimberley està situat a 7 quilòmetres de la ciutat. La població es troba a prop del riu Orange i és famosa per ser la ciutat on es va identificar per primera vegada la roca kimberlita.

## La mineria i la fundació de la ciutat
El 1866 Erasmus Jacobs va trobar una petita pedra blanca a la vora del riu Orange, a la granja De Kalk, arrendada als griques, a prop de Hopetown. La pedra va resultar ser un diamant de 21,25 quirats (4,25 grams). El 1871 es va trobar als vessants de Colesberg kopje un diamant encara més gran, de 83,50 quirats (16,7 grams), que va conduir a la primera febre del diamant a la regió. Quan hi van arribar milers de miners, el turó va desaparèixer i el lloc que ocupava va ser conegut com The Big Hole (en anglès "el forat gran").
A la zona es va construir una ciutat, New Rush, que va ser rebatejada com a Kimberley el 5 de juny de 1873, en honor del llavors ministre d'Afers Exteriors britànic per a les colònies, John Wodehouse, primer comte de Kimberley. Els britànics, que tenien el control de la major part de Sud-àfrica, van annexar-se ràpidament l'àrea de les mines de diamants, que va esdevenir la colònia britànica de Griqualàndia occidental. Això va molestar els bòers, a causa que volien que fos part de l'Estat Lliure d'Orange, ja que la zona es troba entre els rius Orange i Vaal.
La companyia més gran que operava amb mines de diamants a Sud-àfrica era la Companyia De Beers, de Cecil Rhodes. Kimberley es va convertir ràpidament en la ciutat més gran de la zona, sobretot a causa d'una massiva immigració africana provinent de totes les parts del continent. Els immigrants van ser acceptats amb els braços oberts, perquè la companyia De Beers necessitava mà d'obra barata per al treball en les mines.
Es van excavar cinc grans forats a la terra, als quals van seguir les conduccions de kimberlita. La major de totes aquestes, la mina Kimberley o Big Hole, cobria 170.000 m 2, i arribava a una profunditat de 240 metres, amb una producció de 3 tones de diamants. La mina es va tancar el 1914, mentre que tres dels forats restants, Du Toitspan, Wesselton i Bultfontein, es van tancar el 2005.
Al maig de l'any 2000, en aquesta ciutat, es va realitzar una reunió de països productors de diamants, per la qual anys després es va establir un sistema de certificacions dissenyat per evitar que els diamants conflictius entressin al mercat, amb la denominació de procés de Kimberley. A la ciutat, es troba l'edifici que certifica aquest procés en els diamants procedents de Sud-àfrica.

## Creixement de la ciutat
Kimberley va esdevenir el 2 de setembre de 1882 la primera ciutat de l'hemisferi sud a instal·lar enllumenat elèctric als carrers.
La creixent importància de Kimberley li va permetre albergar una de les primeres exhibicions internacionals i sud-africanes l'any 1892. L'exhibició va ser inaugurada el 8 de setembre per sir Henry Loch, llavors governador de la província del Cap de Bona Esperança. Es van realitzar exposicions d'art, una exposició de quadres de la col·lecció reial de la reina Victòria I del Regne Unit, i maquinària i eines per a la mineria, entre altres objectes. L'exhibició va despertar un interès considerable a nivell internacional, del qual va resultar una gran competència per a aconseguir un lloc per poder exposar-hi.
El 1896 es va obrir a Kimberley la primera escola de mines de Sud-àfrica i, posteriorment, va ser traslladada a Johannesburg, que va resultar l'embrió de la Universitat de la Witwatersrand. De fet, els primers dos anys, les classes es donaven a Ciutat del Cap, Grahamstown o Stellenbosch, el tercer any a Kimberley i el quart a Johannesburg. De Beers va pagar enterament les 9.000 lliures esterlines que van costar els edificis.
El 14 d'octubre de 1899, la ciutat va ser assetjada al començament de la Segona Guerra dels bòers. Les forces britàniques van sofrir nombroses baixes en intentar aixecar el setge. El 15 de febrer de 1900 es va aixecar el setge, però la guerra va continuar fins al maig de 1902. Per aquell temps, els britànics havien construït un camp de concentració per albergar dones i nens bòers a Kimberley.
El 1913 es va obrir la primera escola d'aviació de Sud-àfrica i van començar a entrenar pilots per al Cos d'Aviació sud-africana (South African Aviation Corps en anglès), més tard conegut com a Força Aèria sud-africana (South African Air Force, en anglès).
A Kimberley, també es va obrir la primera borsa de valors del país. Kimberley va proposar al maig de 2007 el nou Kimberley Stadium com una de les seus de la Copa del Món de futbol de 2010, encara que finalment no va ser escollit.
Igualment, la selecció de futbol de l'Uruguai la va triar com a búnquer oficial de cara al Mundial, i els pobladors de Kimberley els van rebre amb una fraternitat sorprenent i van aprofitar l'oportunitat per a demanar autògrafs de jugadors com ara Diego Forlán, Diego Lugano, Luis Suárez i Álvaro Pereira.